# Walter von Lucadou
Walter von Lucadou (né en 1945) est un physicien et parapsychologue allemand.

## Travaux
Il a proposé un modèle théorique et expérimental découlant de ses recherches en parapsychologie. Nommé « Modèle de l'information pragmatique » (MPI), car il est fondé sur l'alternative cybernétique de von Weiszäcker, c'est l'une des rares théories générales dans le domaine de la parapsychologie. Ce modèle a été développé depuis plus de trente ans, traversant les critiques des pairs et se complétant par les travaux récents. Il compte parmi les avancées théoriques les plus influentes au sein de la parapsychologie allemande. 
Lucadou est directeur de la WGFP (Wissenschaftliche Gesellschaft für Förderung der Parapsychologie / Société scientifique pour la promotion de la parapsychologie), fondée en 1981 à l'initiative de la chaire de psychologie et des zones frontières de la psychologie. Reconnue comme fondation d'utilité publique, celle-ci s'est fixé pour objectif la promotion organisationnelle, financière et publicitaire de la recherche parapsychologique qualifiée auprès des établissements ou des instituts d'enseignement supérieur. Cette société s'applique en particulier à mettre des moyens matériels et du personnel à disposition pour des travaux de recherche expérimentale dans les domaines centraux de la parapsychologie.
Depuis 1991, le gouvernement local de Baden-Wurtemberg finance le service de consultation parapsychologique où sont accueillies et conseillées des personnes pensant vivre des expériences non-ordinaires qu'elles ne s'expliquent pas. 